# Fußball-Weltmeisterschaft 1958/Nordirland
Dieser Artikel behandelt die nordirische Fußballnationalmannschaft bei der Fußball-Weltmeisterschaft 1958.

## Qualifikation
| Portugal   | - | Nordirland | 1:1 | Vasques 24' / Bingham 6'             |
| Italien    | - | Nordirland | 1:0 | Cervato 3'                           |
| Nordirland | - | Portugal   | 3:0 | Casey 22', Simpson 60', McIlroy 70'  |
| Nordirland | - | Italien    | 2:1 | McIlroy 13', Cush 28' / da Costa 56' |

## Nordirisches Aufgebot
| Nummer / Name | Nummer / Name      | Damaliger Verein  | Geburtstag | Länderspiele |
| Torhüter      | Torhüter           | Torhüter          | Torhüter   | Torhüter     |
| ------------- | ------------------ | ----------------- | ---------- | ------------ |
| 1             | Harry Gregg        | Manchester United | 25.10.1932 |              |
| 12            | Norman Uprichard   | FC Portsmouth     | 20.04.1928 |              |
| 18            | Roy Rea1           | FC Glentoran      | 28.11.1934 |              |
| Abwehr        |                    |                   |            |              |
| 2             | Willie Cunningham  | Leicester City    | 20.02.1930 |              |
| 3             | Alf McMichael      | Newcastle United  | 01.10.1927 |              |
| 5             | Dick Keith         | Newcastle United  | 15.05.1933 |              |
| 19            | Len Graham1        | Doncaster Rovers  | 17.10.1925 |              |
| 21            | Tommy Hamill1      | FC Linfield       | 04.03.1929 |              |
| Mittelfeld    |                    |                   |            |              |
| 4             | Danny Blanchflower | Tottenham Hotspur | 03.12.1928 |              |
| 6             | Bertie Peacock     | Celtic Glasgow    | 08.12.1937 |              |
| 20            | Sammy Chapman1     | Mansfield Town    | 16.02.1938 |              |
| Angriff       |                    |                   |            |              |
| 7             | Billy Bingham      | FC Sunderland     | 05.08.1931 |              |
| 8             | Wilbur Cush        | Leeds United      | 10.06.1928 |              |
| 9             | Billy Simpson      | Glasgow Rangers   | 12.12.1929 |              |
| 10            | Jimmy McIlroy      | FC Burnley        | 25.10.1931 |              |
| 11            | Peter McParland    | Aston Villa       | 24.04.1934 |              |
| 13            | Tommy Casey        | Newcastle United  | 11.03.1930 |              |
| 14            | Jackie Scott       | Grimsby Town      | 22.12.1933 |              |
| 15            | Sammy McCrory      | Southend United   | 11.10.1924 |              |
| 16            | Derek Dougan       | FC Portsmouth     | 20.01.1938 |              |
| 17            | Fay Coyle          | Nottingham Forest | 01.04.1924 |              |
| 22            | Bobby Trainor1     | FC Coleraine      | 25.04.1932 |              |
| Trainer       |                    |                   |            |              |
|               | Peter Doherty      |                   | 05.06.1913 |              |

1Nur 17 Spieler reisten tatsächlich nach Schweden; Rea, Graham, Hamill, Chapman und Trainor blieben auf Abruf zu Hause.

## Spiele der nordirischen Mannschaft

### Vorrunde
- Nordirland –  Tschechoslowakei 1:0 (1:0)

Stadion: Örjans Vall (Halmstad)
Zuschauer: 26.000
Schiedsrichter: Seipelt (Österreich)
Tore: 1:0 Cush (16.)
- Argentinien –  Nordirland 3:1 (1:1)

Stadion: Örjans Vall (Halmstad)
Zuschauer: 14.000
Schiedsrichter: Ahlner (Schweden)
Tore: 0:1 McParland (3.), 1:1 Corbatta (38.) 11m, 2:1 Menéndez (55.), 3:1 Avio (59.)
- BR Deutschland –  Nordirland 2:2 (1:1)

Stadion: Malmö Stadion (Malmö)
Zuschauer: 35.000
Schiedsrichter: Campos (Portugal)
Tore: 0:1 McParland (17.), 1:1 Rahn (20.), 1:2 McParland (58.), 2:2 Seeler (70.)
McParland, gefürchteter Torjäger der Nordiren, brachte das 1:0 im Tor von Herkenrath unter (17.), doch Helmut Rahn glich drei Minuten später aus. Die Deutschen hatten sich ein Übergewicht erarbeitet, doch gerade in dieser Phase gelang den Nordiren (wieder MacParland, 60.) die Führung. Das folgende Spiel auf ein Tor sah einen ausgezeichneten Torhüter Harry Gregg, der alle Chancen der Deutschen zunichtemachte – bis auf einen Gewaltschuss von Uwe Seeler, der das Herberger-Team vor einem Entscheidungsspiel bewahrte. Deutschland war Gruppensieger, während Nordirland gegen die Tschechoslowaken ins Entscheidungsspiel musste (2:1-Sieg nach Verlängerung).

#### Playoff
- Nordirland –  Tschechoslowakei 2:1 n. V. (1:1, 1:1)

Stadion: Malmö Stadion (Malmö)
Zuschauer: 26.000
Schiedsrichter: Guigue (Frankreich)
Tore: 0:1 Zikán (19.), 1:1 McParland (44.), 2:1 McParland (91.)

### Viertelfinale
| 12.000 | Idrottspark (Norrköping) | Frankreich | Nordirland | Gardeazábal (Spanien) | 4:0 (1:0) | 1:0 Wisnieski (22.) 2:0 Fontaine (55.) 3:0 Fontaine (63.) 4:0 Piantoni (68.) |

Am überzeugendsten zogen die Franzosen unter die letzten Vier ein. Beim 4:0-Sieg war Just Fontaine wieder erfolgreich, der gegen Nordirland die Treffer zwei und drei erzielte.